# Seton
Seton to tasiemka z gazy długości około 1 metra, służąca jako opatrunek do tamowania krwotoków. Stosowana najczęściej przez laryngologów.

## Rodzaje setonów
- setonka uszna
- setonka nosowa
- setonka szczękowa